# Verona, Illinois
Verona là một làng thuộc quận Grundy, tiểu bang Illinois, Hoa Kỳ. Năm 2010, dân số của làng này là 215 người.

## Dân số
Dân số qua các năm:
- Năm 2000: 257 người.
- Năm 2010: 215 người.